# المسيحية في أوقيانوسيا

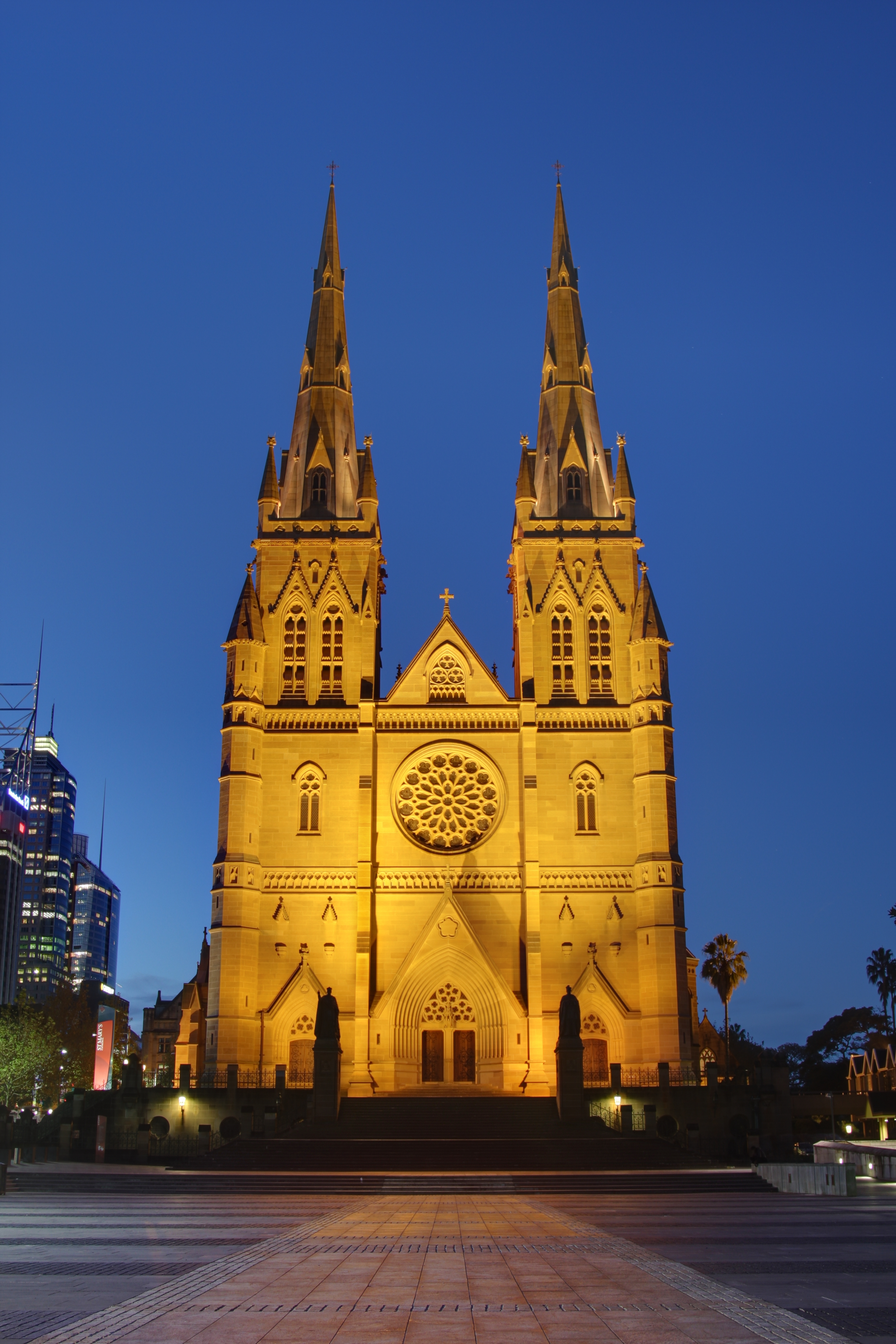
كنيسة سانت ميري في مدينة سيدني في أستراليا.

المسيحية في أوقيانوسيا هي الديانة السائدة ويبلغ عدد مسيحيين أوقيانوسيا 25.7 مليون ويشكلون حوالي 73.3% من سكان أوقيانوسيا، و1.19% من مسيحيي العالم، المسيحيون في أوقيانوسيا يتناصفون بين كاثوليك وبروتستانت. أكبر الدول مسيحية في أوقيانوسيا هي أستراليا، بابوا غينيا الجديدة ونيوزيلاندا. ووفقًا للتقاليد المسيحية يُعتبر القديس بيتر شانيل راعي أوقيانوسيا.
وفقاً لدليل أكسفورد للتحويل الديني تكسب المسيحية في أوقيانوسيا سنوياً حوالي 712 ألف شخص بسبب عوامل مثل الولادة والتحول الديني والهجرة، في حين تفقد سنوياً 446 ألف شخص بسبب عوامل مثل الوفاة والارتداد الديني والهجرة. يولد حوالي 473 ألف طفل مسيحي في أوقيانوسيا بالمقارنة مع وفاة 205 ألف مسيحي، ويعتنق المسيحية سنوياً حوالي 86 ألف شخص في أوقيانوسيا في حين يرتد حوالي 230 ألف شخص عن المسيحية سنوياً، ويتحول معظمهم إلى اللادينية والإلحاد. ويهاجر 152 ألف مسيحي سنوياً إلى القارة، بالمقابل يهاجر 446 ألف مسيحي من القارة. وفقًا لدراسة جامعة سانت ماري الأمريكيّة في تكساس سنة 2015، وجدت أن عدد المسلمين المتحولين للديانة المسيحية في أوقيانوسيا يصل إلى حوالي 21 ألف شخص.

## ديموغرافيا وانتشار

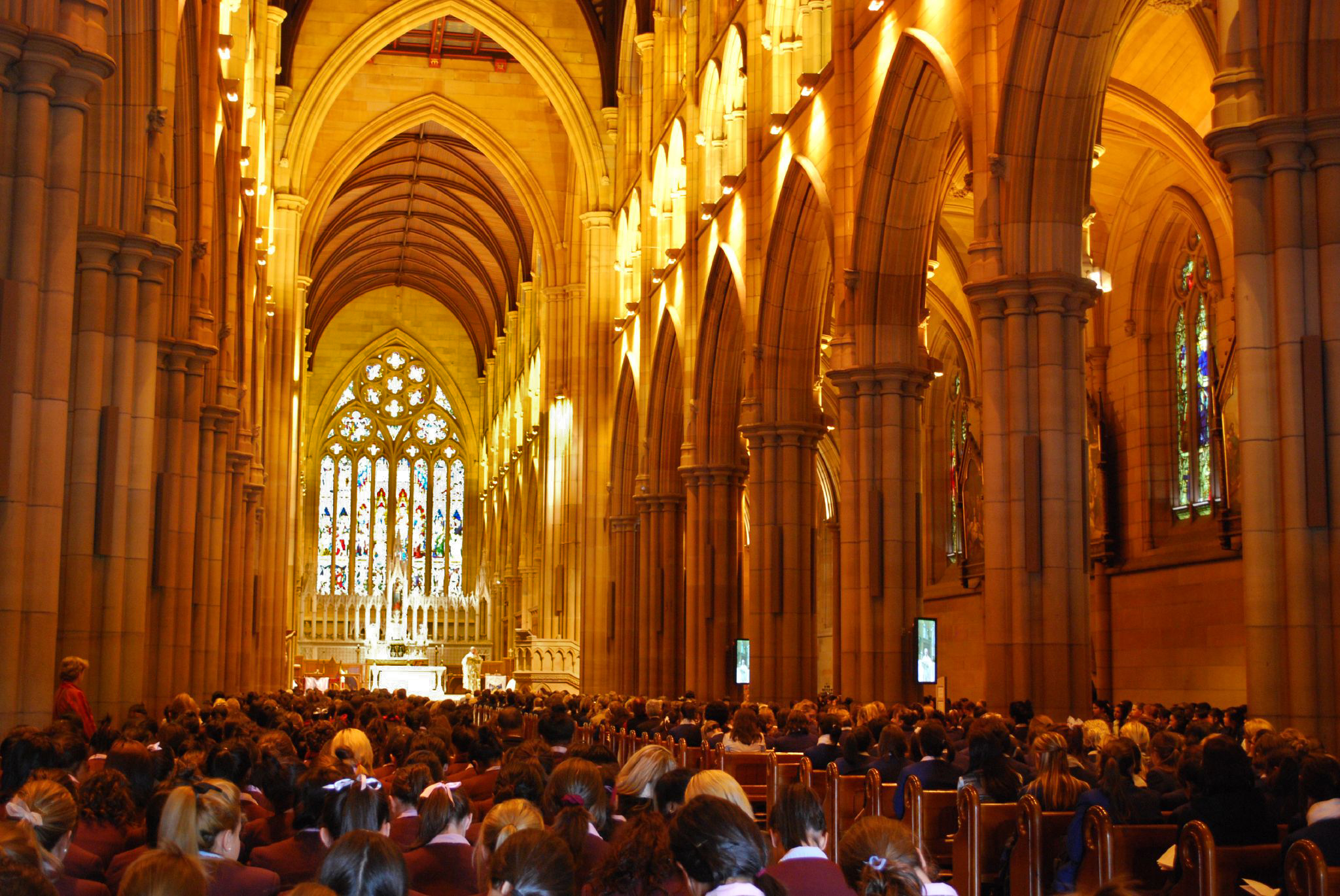
مسيحيين أسترالييّن يؤدون الصلوات في كاتدرائية مريم العذراء في سيدني، أستراليا 2008.

يعتنق 70.1% من سكان أستراليا ونيوزيلاندا الديانة المسيحيّة؛ تاريخيّا كانت الكنيسة الأنجليكانية أكبر الكنائس في أستراليا ونيوزيلاندا وذلك بسبب ارتباط الدولتين إثنيًا وثقافيّا وتاريخيّا ولغويّا مع المملكة المتحدة؛ ولدى كل من أستراليا ونيوزيلاندا أقليّة كبيرة من أتباع الكنيسة الرومانية الكاثوليكية من ناحية العدد والنسبة ويعود أصول أغلب كاثوليك أستراليا ونيوزيلاندا إلى أصول إيرلنديّة وإسكتلنديّة وإيطاليّة.
يعتنق 92.1% من سكان جزر ميلانيزيا الديانة المسيحيّة؛ وتتصدر المذاهب البروتستانتيّة كأكبر الطوائف المسيحيّة في جزر ميلانيزيا ويُعتبر مذهب الميثوديّة أكبر المذاهب المسيحيّة في جزر ميلانيزيا. وتشكّل المسيحيّة نسبة 93.1% من السكان في مجموعة جزر مايكرونيزيا، أكثر من نصف المسيحيين (60%) في مجموعة جزر مايكرونيزيا هم من الكاثوليك في حين أن النسبة الباقية هي من نصيب الطوائف البروتستانتيّة. ويعتنق 96.1% من سكان مجموعة جزر بولنيزيا الديانة المسيحية؛ أكثر من نصف المسيحيين (52.6%) في مجموعة جزر بولنيزيا هم من البروتستانت بالأخص أتباع مذهب الأبرشانيّ في حين أنّ النسبة المتبقيّة من نصيب الكنيسة الرومانية الكاثوليكية.

### حسب البلد
القائمة تستعرض أكبر الدول ذات التجمعات المسيحية من حيث عدد السكان؛ القائمة أُخذت من دراسة قام بها مركز بيو عام 2010:
| الترتيب | الدولة                    | عدد السكان المسيحيين | % المسيحيين | المذهب السائد          |
| ------- | ------------------------- | -------------------- | ----------- | ---------------------- |
| 1       | أستراليا                  | 16,030,000           | 72.0%       | بروتستانتية وكاثوليكية |
| 2       | بابوا غينيا الجديدة       | 6,800,000            | 99.0%       | بروتستانتية            |
| 3       | نيوزيلندا                 | 2,530,000            | 58.0%       | بروتستانتية            |
| 4       | فيجي                      | 550,000              | 64.4%       | بروتستانتية            |
| 5       | جزر سليمان                | 520,000              | 97.5%       | بروتستانتية            |
| -       | تاهيتي                    | 250,000              | 99.0%       | بروتستانتية            |
| 6       | فانواتو                   | 220,000              | 93.3%       | بروتستانتية            |
| -       | كاليدونيا الجديدة         | 210,000              | 85.2%       | كاثوليكية              |
| 7       | ساموا                     | 180,000              | 97.3%       | بروتستانتية            |
| -       | غوام                      | 170,000              | 94.2%       | كاثوليكية              |
| 8       | ولايات ميكرونيسيا المتحدة | 110,000              | 95.4%       | كاثوليكية وبروتستانتية |
| 9       | كيريباتي                  | 100,000              | 97.0%       | كاثوليكية              |
| 10      | تونغا                     | 94,000               | 90.0%       | بروتستانتية ميثودية    |
| -       | ساموا الأمريكية           | 70,000               | 97.3%       | بروتستانتية            |
| -       | جزر ماريانا الشمالية      | 50,000               | 81.3%       | كاثوليكية              |
| 11      | جزر مارشال                | 50,000               | 97.5%       | بروتستانتية            |
| -       | جزر كايمان                | 50,000               | 81.1%       | كاثوليكية              |
| -       | جزر توركس وكايكوس         | 40,000               | 92.1%       | بروتستانتية            |
| 12      | بالاو                     | 20,000               | 86.7%       | كاثوليكية              |
| -       | جزر كوك                   | 20,000               | 96.0%       | بروتستانتية            |
| -       | واليس وفوتونا             | 10,000               | 97.4%       | كاثوليكية              |
| 13      | ناورو                     | 7,400                | 79.0%       | بروتستانتية وكاثوليكية |
| -       | نييوي                     | 1,550                | 96.5%       | بروتستانتية وكاثوليكية |
| -       | توكيلاو                   | 1,390                | 99.0%       | بروتستانتية أبرشانيّة   |
| 14      | توفالو                    | 1,190                | 96.7%       | بروتستانتية أبرشانيّة   |
| -       | جزر بيتكيرن               | 50                   | 100.0%      | بروتستانتية سبتيّة      |

## الثقافة
أثرَّت المسيحية على الثقافة والحضارة في أوقيانوسيا، خاصًة في العمارة والتعليم والصحة مثلًا تعتبر مؤسسة الصحة الكاثوليكية أكبر مؤسسة اجتماعية غير حكومية في أستراليا، إذا تمثل حوالي 10% من القطاع الصحي. المنظمات المسيحية الخيرية هي الرائدة في مقدمة الخدمات الاجتماعية والطبية غير الحكومية في نيوزيلندا.
 كذلك حوالي ربع الطلاب في أستراليا يدرسون في مدارس الكنيسة والمنظمات المسيحية وتقود المنظمات غير الحكومية لتوفير الخدمات الصحية والرعاية الاجتماعية من خلال منظمات مثل كاثوليكية وبروتستانتية مثل جيش الخلاص وسانت فنسنت دي بول، كذلك فان الأعياد المسيحية مثل عيد الفصح وعيد الميلاد هي عطل رسمية في دول أوقيانيسيا.

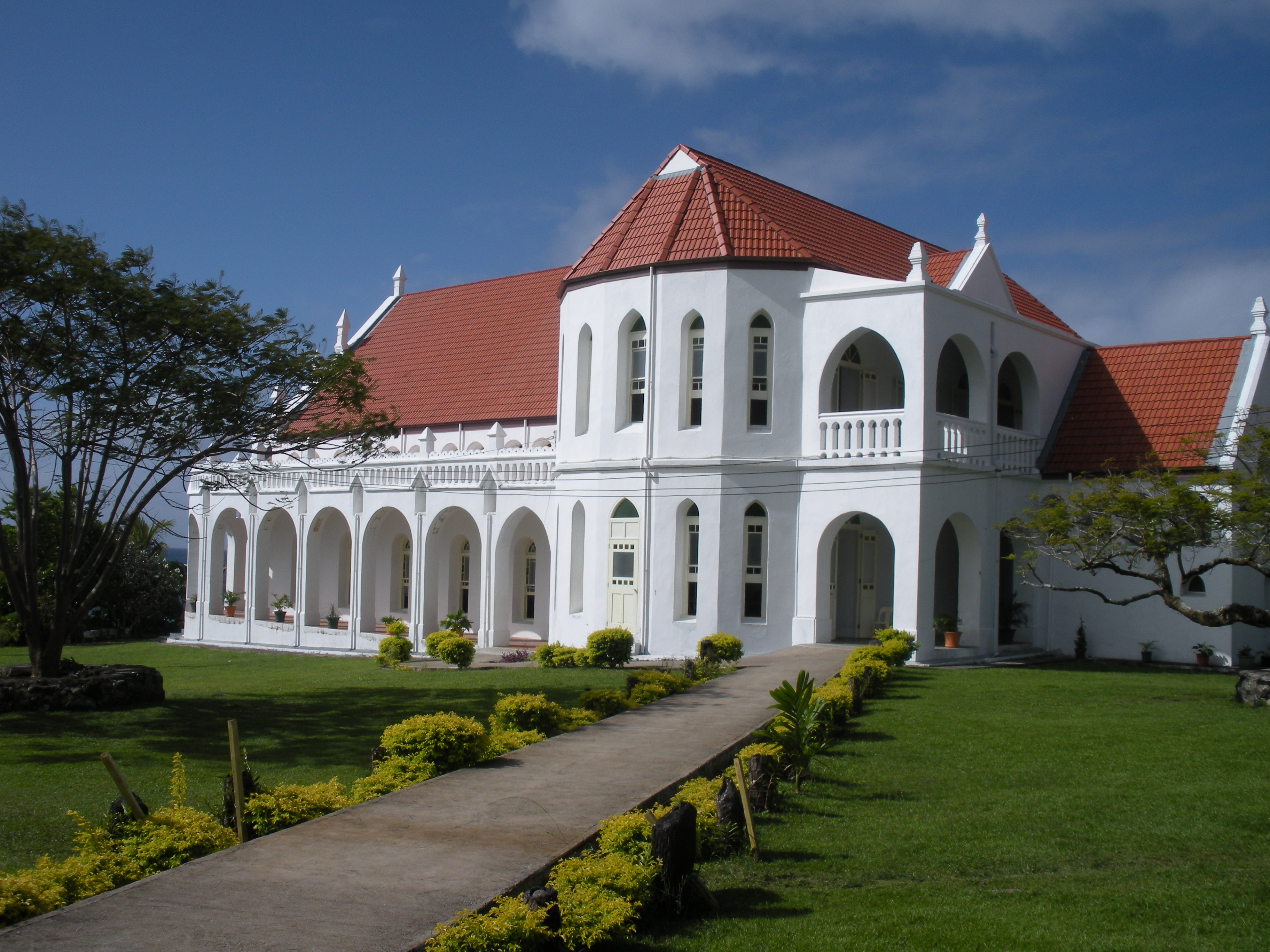
مدرسة اللاهوت في ساموا.
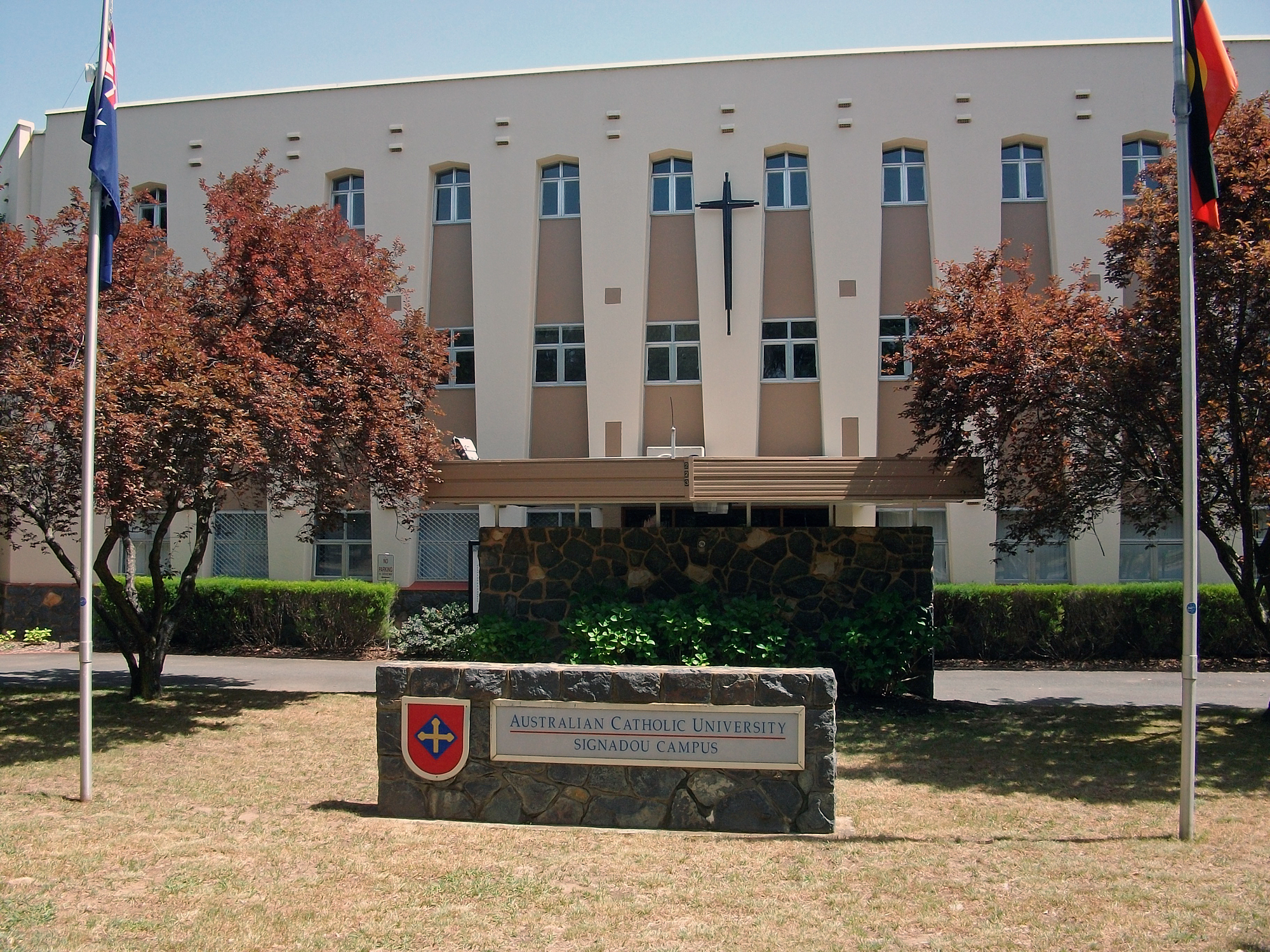
مدخل الجامعة الكاثوليكية الأسترالية.
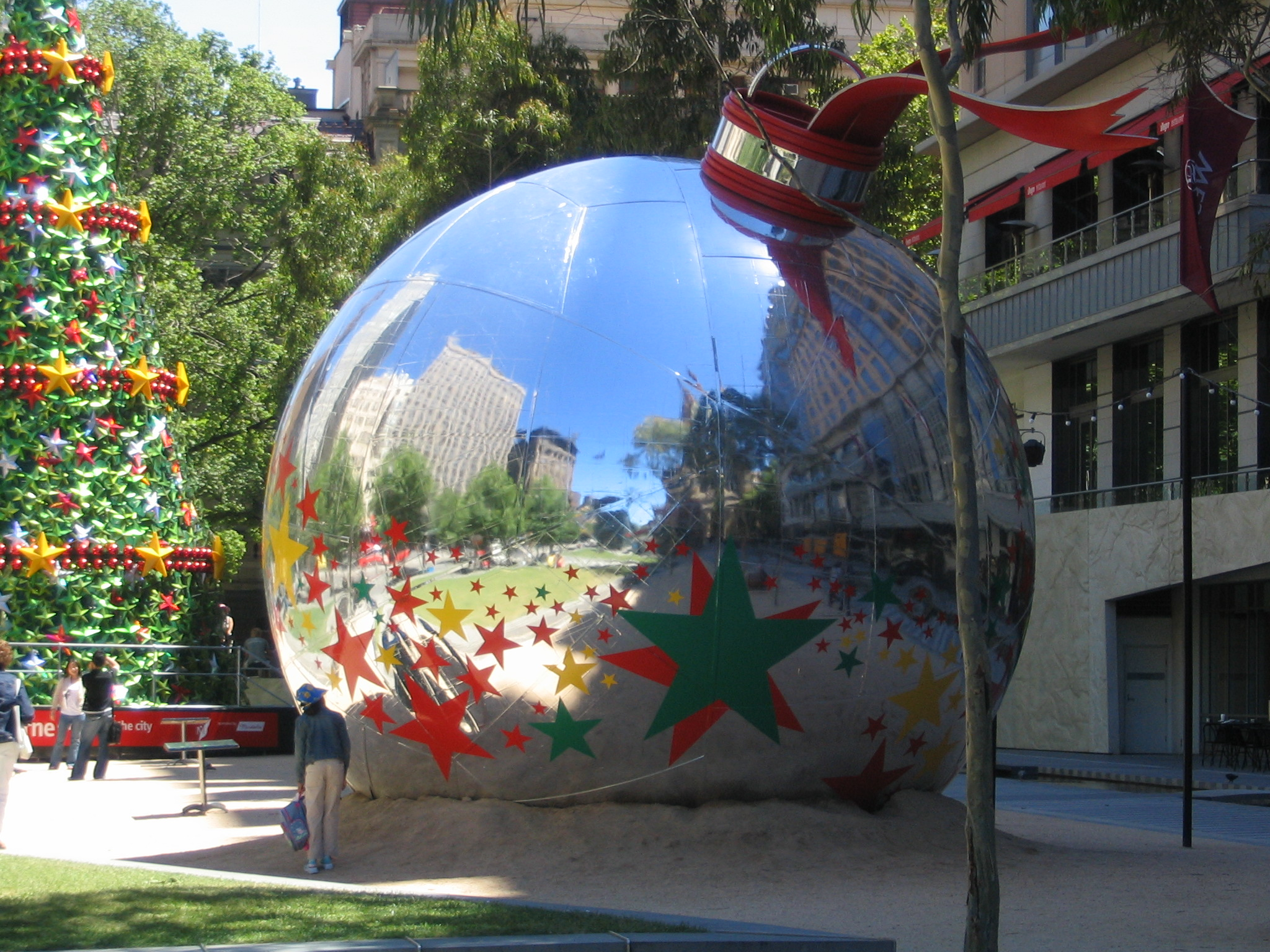
احتقالات عيد الميلاد في أستراليا.
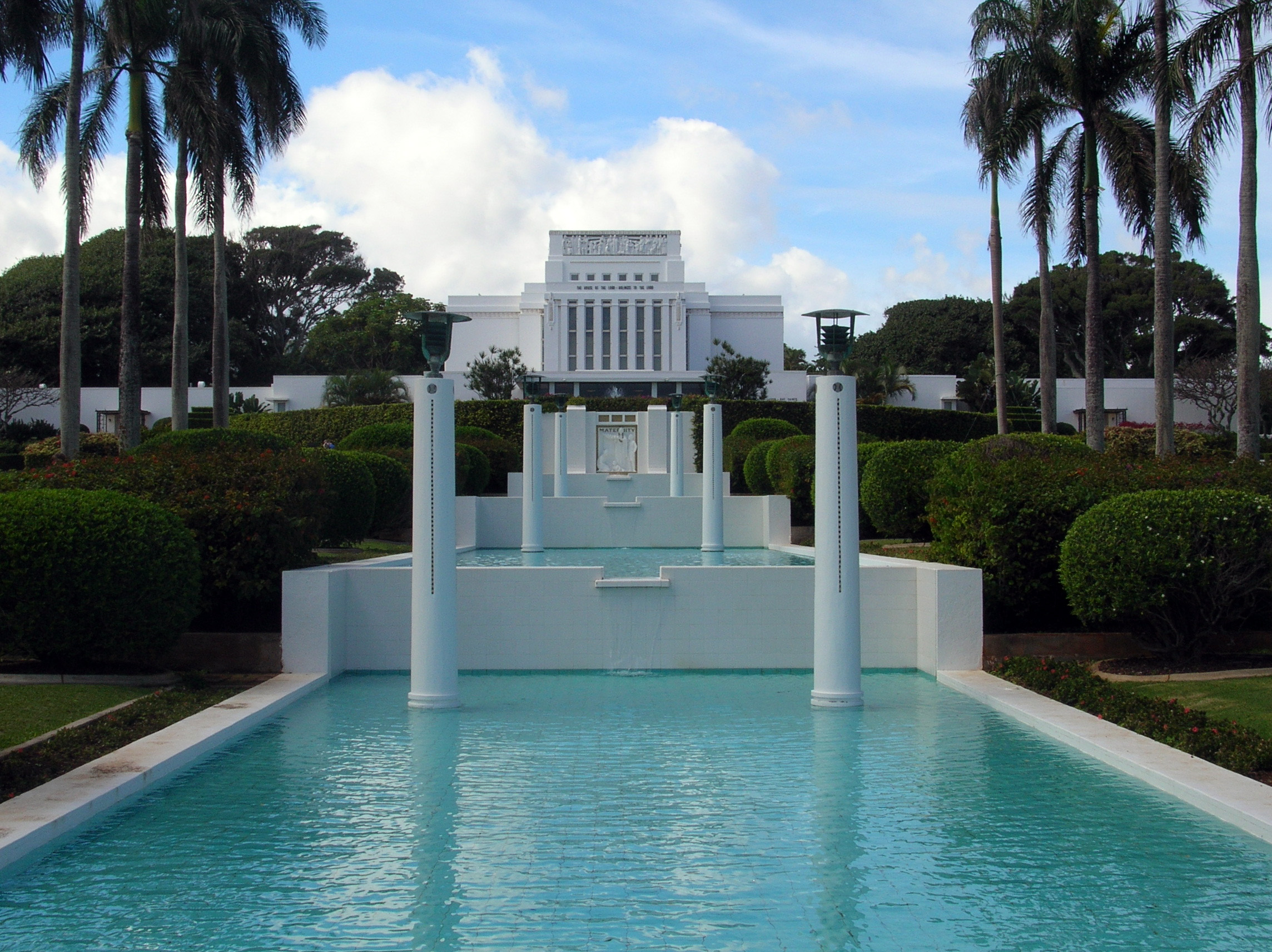
كنيسة لاي في هاواي.
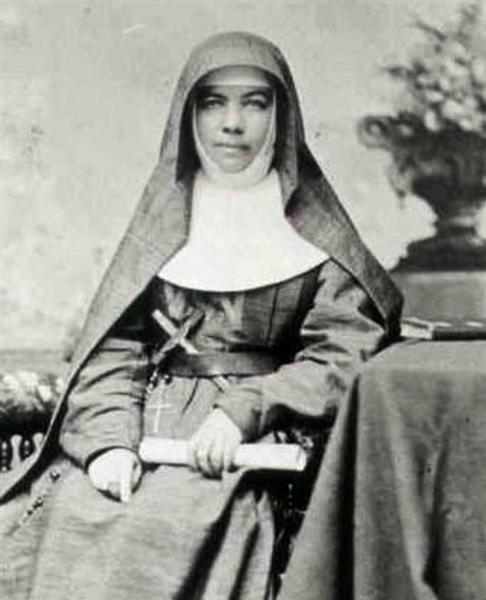
ماري ماكليب، كان لها دور ريادي في تعليم المرأة في أوقيانيسيا.